# Pazinčica
La Pazinčica est une rivière de Croatie. Située dans le centre de l'Istrie, ses eaux se perdent dans un ponor, la grotte de Pazin, et finissent dans la mer Adriatique via la résurgence dans la baie de la Raša.